# Marius Trésor
Marius Trésor (Sainte-Anne, Guadalupe, 15 de enero de 1950) es un defensor retirado del fútbol de Francia, quien fue nombrado por Pelé como uno de los FIFA 100 en marzo de 2004. 
Trésor comenzó su carrera en el club francés AC Ajaccien. También jugó para Olympique de Marsella y el FC Girondins de Burdeos. Con el Marsella, ganó la Copa de Francia en 1976. También ganó título de la Ligue 1 en 1984, con el Girondins de Burdeos. 
Fue miembro de la selección de fútbol de Francia, formando la defensa conocida como la La Guardia Negra junto a Jean-Pierre Adams.  
Trésor jugó en las Copas del Mundo de 1978 y 1982. Jugó en 65 partidos por su selección, anotando un total de 4 goles.
A la edad de 34 años tuvo que dejar el futbol debido a sus continuas lesiones de espalda.

## Trayectoria
Nacido en Sainte-Anne, Guadalupe, Marius Trésor descubrió el fútbol en el club local, la Juventus de Sainte-Anne. Juega como defensor y luego como atacante a petición de su entrenador, Félix Fahrasmane. En esta posición jugó temporada y media y ganó el Campeonato de Guadalupe en 1969.

### AC Ajaccio (1969-1972)
Visto por el AC Ajaccio en 1968, se incorporó al club corso como delantero centro en 1969. Su presencia en el ataque ajacciano solo duró un mes y medio, su entrenador Alberto Muro lo reemplazó en la defensa central y fue titular en esta posición en el primer equipo del 23 de noviembre de 1969 durante un partido contra el Valenciennes. La primera temporada con Ajaccio es difícil, el club terminó 16.º en el campeonato y hace su mantenimiento en la primera división y la transición a 20 clubes.
La temporada siguiente AC Ajaccio terminó 6.º campeonato, Marius Tresor está muy contento en este hermoso viaje del club de Córcega. Su clase natural y su gran talento lo convirtieron rápidamente en uno de los defensores más destacados de la División 1. En 1972, fue nombrado jugador francés del año por France Football .

### Olympique de Marseille (1972-1980)
En 1972, varios clubes querían contratarlo, incluidos Paris FC, OGC Nice y Olympique de Marseille, firmando con OM el 11 de octubre de 1972, Marsella transfiere a cambio Rolland Courbis al club Ajacciano. Empieza con su nuevo club contra sus excompañeros el 22 de octubre de 1972. El Marsella perdió ante el AC Ajaccio 1-0.
Marius Trésor juega en la posición de lateral derecho porque Bernard Bosquier ocupa la posición de central en el OM y en la selección de Francia, pero rápidamente toma la delantera y Bosquier vuelve al centro del campo. Su primera temporada en el club de Marsella concluye con un 3.er lugar en el campeonato en 1973. Después de la salida de Bosquier, se convirtió en capitán del equipo de Marsella.
En 1974-1975, brilla dentro de una defensa del Marsella que ve el mismo día llamar bajo la camiseta tricolor René Charrier, Victor Zvunka, François Bracci y Marius Trésor. Con el apoyo de los brasileños Jairzinho y Paulo César Lima, el club terminó esa temporada como vicecampeón de Francia.
En 1976, ganó la Copa de Francia con el club de Marsella, venciendo al Lyon por 2-0. Jugó un papel principal en el éxito del Marsella al contrarrestar todos los intentos del Lyon en la primera media hora del partido.
En 1978, lanzó un disco de 45 rpm titulado Sacré Marius y un álbum titulado Sacré Marius / Dans la vie faut laugholer.
En el otoño de 1979, el Bayern de Múnich quiso contratarlo, pero un desacuerdo entre los líderes del Marsella echó a perder la transferencia, mientras que Marius Trésor solo tenía seis meses de contrato con el club. Al final de la temporada, el club cae y Marius Trésor, enfadado con los dirigentes del club, abandona el OM.

### Girondins de Bordeaux (1980-1984)
Claude Bez lo fichó por un año en el Girondins de Bordeaux en 1980 por un millón de francos. Marius Trésor se relanza en el club Girondin bajo el liderazgo de Aimé Jacquet y con todos sus compañeros internacionales, Bernard Lacombe, Alain Giresse, Jean Tigana, Albert Gemmrich y Gérard Soler. Se forma la bisagra central con François Bracci y el club terminó 3.º campeonato. La cadena de club de las buenas actuaciones en el ámbito nacional y termina 4.º en 1982 y luego subcampeón de Francia en 1983, solo jugó 19 partidos esta temporada, problemas de espalda que lo obligaron a la operación.
Durante la temporada 1983-1984, Marius Trésor todavía estaba discapacitado por sus problemas de espalda y tuvo que ser sometido a otra operación. Solo juega 12 partidos con el Girondins y es Patrick Battiston quien lo reemplaza como defensa central. El club ganó al final de temporada el Campeonato de Francia, su primer título desde 1950 y también el primero para Marius Trésor.
Detuvo su carrera al final de la temporada de 1984 y se convirtió en representante de Pernod Ricard durante unos meses, pero rápidamente regresó al fútbol y se unió a la plantilla del Girondins de Bordeaux. Actualmente es supervisor de Patrick Battiston y entrenador asistente con la reserva. También es consultor en W9 para 100% Girondins, la emisora de radio Girondins de Bordeaux GOLD FM y en Girondins TV.
Anécdota: en 1978 graba un disco en el que aparece un título que hará bailar a Francia al ritmo frenético de las Antillas, el Sacré Marius .

## Selección nacional
Marius Trésor jugó tres partidos con las esperanzas en 1971 bajo la dirección de Henri Guérin, quien lo recomendó al entrenador del equipo A, Georges Boulogne. Comienza así en la selección francesa el 4 de diciembre de 1971, en un partido de clasificación para la Eurocopa, ante Bulgaria, en la inusual posición de lateral izquierdo. Incluso si Francia pierde 2-1 y, por lo tanto, es eliminada del Campeonato de Europa de 1972, a Marius Trésor se le atribuye un buen partido.
Georges Boulogne lo asocia en la defensa central con Jean-Pierre Adams en 25 de junio de 1972. La cara de Argentina en la Copa de la Independencia de Brasil, la bisagra es renovada por el nuevo técnico Stefan Kovacs y dura hasta 1976. Frente a la selección de Alemania en octubre de 1973, Marius Trésor marca su primer gol con la selección (resultado final: 1-2).
En 1974, durante un partido contra Polonia, victoria 2-0, Stefan Kovacs declaró en rueda de prensa, "si la defensa francesa fue tan sólida es gracias a mi guardia negra".
Fue como capitán de la selección francesa, el primero de origen antillano, que comenzó a clasificarse para la Copa del Mundo de 1978 el 9 de octubre de 1976 contra Bulgaria (2-2). El 30 de junio de 1977, en el estadio Maracaná de Río de Janeiro, marcó un magnífico gol contra Brasil en un partido amistoso (marcador final: 2-2).
Marius Trésor fue elegido por Michel Hidalgo para formar parte de la selección francesa que compite por el Mundial de 1982. En la semifinal ante Alemania en Sevilla, marcó un gol espectacular al enviar una volea bajo el larguero de Harald Schumacher, el portero alemán (RFA).
los 5 de octubre de 1983, durante un partido contra España, Trésor bate el récord de las selecciones de Roger Marche, obtenido precisamente contra España en 1959. Conoce su última selección un mes después, el 12 de noviembre contra Yugoslavia. Entre 1971 y 1983, fue seleccionado 65 veces y marcó 4 goles para la selección francesa.
En 2004, fue incluido en el FIFA 100.

## Clubes
Equipos en los que militó:
| Club                    | País    | Año         |
| ----------------------- | ------- | ----------- |
| AC Ajaccio              | Francia | 1969 - 1972 |
| Olympique de Marsella   | Francia | 1972 - 1980 |
| FC Girondins de Burdeos | Francia | 1980 - 1984 |

## Palmarés
- Copa de Francia: 1975-76 (Olympique de Marsella)
- Ligue 1: 1983-84 (Girondins de Burdeos)

### Palmarés individual
- Jugador Francés del Año: 1972.
- FIFA 100